# Tomasz Waga
Tomasz Waga pseud. Szort (ur. 29 grudnia 1898, zm. 19 listopada 1986) – polski żołnierz, uczestnik I i II wojny światowej, żołnierz AK, odznaczony Virtuti Militari.

## Życiorys
Urodzony 29 grudnia 1898 roku w miejscowości Niwka (obecnie dzielnica Sosnowca). Syn Rozalii i Michała Waga, sztygara w kopalni Puszkin. W roku 1914, mając 16 lat, zaciągnął się do Legionów Polskich, gdzie służył do końca I wojny światowej. Czynnie uczestniczył w walkach podczas wojny polsko-bolszewickiej. Uzyskał stopień chorążego i został instruktorem Szkoły Podoficerskiej Korpusu Ochrony Pogranicza.
Po wybuchu II wojny światowej walczył w szeregach SGO „Polesie” generała Franciszka Kleeberga. Brał udział w bitwie pod Kockiem. Następnie przedostał się do Starachowic, gdzie stworzył oddział partyzancki, który na początku 1943 roku dołączył do oddziału Jana Piwnika pseud. „Ponury”. Oddział Tomasza Wagi walczył w ramach I Zgrupowania, pod dowództwem Eugeniusza Gedymina Kaszyńskiego „Nurta”.  W 1944 roku po zmianie struktury AK, Waga został dowódcą III kompanii Kieleckiego Korpusu Armii Krajowej „Jodła”. Brał udział w akcji „Burza". Służył w oddziale do 19 stycznia 1945, do wydania przez generała Leopolda Okulickiego pseud. „Niedźwiadek”  rozkazu rozwiązania AK.
Po wojnie założył rodzinę. Mieszkał w Walimiu, następnie we Wrocławiu. Czynnie uczestniczył w aktywnościach środowiska Świętokrzyskiej Armii Krajowej oraz Światowego Związku Żołnierzy Armii Krajowej. Zmarł 19 listopada 1986 roku.
Odznaczony Krzyżem Srebrnym Virtuti Militari, dwukrotnie Krzyżem Walecznych, Krzyżem Armii Krajowej i czterokrotnie Medalem Wojska. 
Wuj Zdzisława Wróblewskiego.